# Rohožník
Rohožník es un municipio del distrito de Malacky en la región de Bratislava, Eslovaquia, con una población estimada a final del año 2024 de 3523 habitantes.
Se encuentra ubicado al norte de la región, en el valle del río Morava y cerca de la frontera con las regiones de región de Trnava y con Austria.

## Demografía
| Año        | 1994 | 2004    | 2014    | 2024    |
| ---------- | ---- | ------- | ------- | ------- |
| Población  | 3321 | 3480    | 3466    | 3523    |
| Diferencia |      | +4,78 % | −0,40 % | +1,64 % |

| Año        | 2023 | 2024    |
| ---------- | ---- | ------- |
| Población  | 3551 | 3523    |
| Diferencia |      | −0,78 % |